# Anna Matoušková (cyklistka)
Anna Matoušková (rodným jménem Čechová, 27. června 1939, Němčice nad Hanou - 3. května 2003) byla česká sálová cyklistka, která reprezentovala Československo v krasojízdě. V této disciplíně se stala sedmkrát mistryní světa, v letech 1960, 1967, 1974, 1975, 1976, 1977, 1979 (první dva tituly jsou považovány za neoficiální, šlo o tzv. závod Achille Joinarda). Krom toho ze světového šampionátu přivezla ještě osm stříbrných a dvě bronzové medaile. Zúčastnila se osmnácti světových šampionátů. Měla rovněž 31 domácích mistrovských titulů (některé i v kategorii dvojic), byla dlouhá léta symbolem své disciplíny a zpopularizovala ji v celé zemi. Závodní kariéru ukončila roku 1980, tedy ve 41 letech. Byla zařazena mezi dvanáct českých "cyklistů století". V roce 1960 byla jmenována zasloužilou mistryní sportu. Třikrát se dostala do první desítky v anketě Sportovec roku (1975 - 9. místo, 1977 - 8. místo, 1979 - 7. místo). Jejím trenérem byl otec Jan Čech. Krasojízdě se věnovaly její dcery Jitka a Romana i vnučka Michala.
Anmerkung: Anna Matoušková  hat offiziell bei den Weltmeisterschaften folgende Plätze erreicht: 1.Plätze 1974,1975.1976,1977,1979 / 2.Plätze 1970,1971,1972,1973,1978 /Über 2 Jahrzehnte war Anna in der Weltspitze vertreten. Womöglich die einzige Sportlerin die über einen so langen Zeitraum im Kunstradsport tätig war. gez. Dieter Dölling- Hesdö-Radsport-Archiv.02.11.2024